# BSD licenc
A BSD licenc a szabad szoftverekkel kapcsolatos megengedő licenctípusok egy tagja, mely minimális megkötésekkel él az adott szoftver újraterjesztésére. A licenc szövegét az eredeti verzióról több felülvizsgálatot követően többször átalakították, a gyakorlatban három széles körben ismert változata terjedt el.
- 4 klauzulás licenc vagy eredeti BSD Licenc
- 3 klauzulás licenc vagy Revideált BSD Licenc vagy Új BSD Licenc vagy Módosított BSD Licenc
- 2 klauzulás licenc vagy Egyszerűsített BSD Licenc vagy FreeBSD Licenc

A változatok közös jellemzője, hogy nem kötik ki a szabad szoftverek későbbi fejlesztések után (legyen a fejlesztő akárki) szabadként való továbbadását, illetve megengedik a szoftver átírását és bináris formában való terjesztését is.
Mivel azonban a BSD licencek változatai tartalmilag lényeges dolgokban el is térnek egymástól, a Free Software Foundation (FSF) arra kéri a programalkotókat, hogy legyenek pontosak, amikor megnevezik, melyik licenc alatt adják ki szellemi terméküket, így nem lehet keveredés a programozó szándéka és a felhasználó értelmezése között.
A Free Software Foundation a BSD licenc mindhárom változatát szabad szoftverű licencként ismerte el, az Open Source Initiative nevű szervezet ugyanakkor csak a 2 és 3 klauzulás változatról nyilvánította ki, hogy megfelel a nyílt forrású licencekkel szemben támasztott követelményeknek. Hozzá kell tenni, hogy bár az FSF a 4 klauzulás változatot szabad szoftverű licenctípusnak fogadta el, nem találja együtt használhatónak a GPL különböző változataival, vagyis velük inkompatibilis.

## A licencszövegek használata
A licenc használatához a formaszövegekben három behelyettesítendő szó található. Az egyik az <év>, a második a <szervezet>, a harmadik pedig a <szerzői jog tulajdonosa>.
Az <év> a szerzői jog keletkezésének évét jelöli, a <szervezet> a <szerzői jog tulajdonosának> szervezeti hovatartozását jelöli. Ha ilyen nincs, akkor a <szervezethez> a szerzői jog tulajdonosának nevét kell írni.

## 4 pontos licenc (az eredeti BSD Licenc)
Az eredeti BSD licenc a vele névrokon Berkeley Software Distribution (BSD) Unix-szerű operációs rendszerhez lett kiadva.
Az eredeti BSD licenc tartalmaz egy olyan kikötést, amit a később megalkotott BSD licencekből kihagytak. Ez az úgynevezett "hirdetési záradék". Ez a kikötés ellentmondásossá tette az egész BSD-t, mert a szoftverszerzőktől megkövetelte, hogy minden olyan munkájukban, amit BSD licencű munkából vettek át, vagy fejlesztettek tovább tüntessék fel az eredeti szerzőt, legyen szó bármilyen közzétételi anyagról ahol a kész terméket reklámozzák. Ez a kikötés a harmadik záradék volt a licenc szövegében.
Ezt a pontot sokan ellenezték, mert úgy gondolták, hogy ha az emberek megváltoztatják a licencet, hogy a saját nevüket vagy szervezetüket tüntesse fel, az egy sokadik változtatás után már túl hosszúvá tenné a korábbi szerzők neveinek hiánytalan feltüntetését. A klauzula szerint ugyanis minden egyes névhez kötődő licenc külön megemlítést kell magával vonjon. Richard Stallman az idézési kötelezettség ellen érvelve megállapította, hogy 75 ilyen névidézés számolható össze a NetBSD 1997-es verziójában.
Jogi problémát jelentett a klauzula megléte azoknak is, akik BSD licenc alatt akartak kiadni olyan szoftvereket, melyek magukban foglaltak GNU GPL licenc alatt megírt programokat is. A hirdetésre vonatkozó megkötés ugyanis inkompatibilis a GPL licenccel, mely nem engedélyez a magáén túlmenő megkötéseket (amilyen például a hirdetéssel kapcsolatos megkötés lenne BSD licencben). Ezek miatt a GPL licencet megalkotó Free Software Foundation azt javasolja a fejlesztőknek, hogy ne használják a BSD 4 pontos változatát, bár hozzáteszik: semmi ok nincs arra, hogy ne használjunk olyan programot, amit már ezzel a licenctípussal kiadtak.
A licenc szövege (a fordítás csak tájékoztató jellegű, és jogi szempontból csakis az angol tekinthető mérvadónak):
Copyright (c) <év>, <szerzői jog tulajdonosa>
Minden jog fenntartva.
A forrás és bináris formában való újraterjesztés és használat, módosításokkal vagy anélkül is engedélyezett, feltéve, hogy a következő feltételek teljesülnek:
1. A forráskód újraterjesztésénél kötelező alkalmazni a fenti copyright felhívást, az itt található feltételeket és a következőkben olvasható korlátozott felelősségi nyilatkozatot.
2. A bináris formában való újraterjesztés esetén a binárishoz adott dokumentációban és/vagy egyéb anyagban kötelező idézni a fenti copyright felhívást, az itt található feltételeket és a következőkben olvasható korlátozott felelősségi nyilatkozatot.
3. Minden hirdetési anyag, mely e szoftver tulajdonságait említi vagy hasznosságára mutat, a következő tudósítást fel kell tüntesse:
Ez a termék a(z) <szervezet> által fejlesztett szoftvert tartalmaz.
4. Előzetes, kimondottan a célra szóló írásos engedély nélkül se a <szervezet> neve, se a neki közreműködők nevei nem használhatók arra, hogy védjeggyel lássák el, vagy jobb színben tüntessék fel azt a terméket, mely ebből a szoftverből származik.
EZT A SZOFTVERT A(Z) <SZERZŐI JOG TULAJDONOSA> "AHOGY VAN" SZOLGÁLTATJA ÉS MINDEN NYÍLT VAGY BURKOLT GARANCIAJOGOT VISSZAUTASÍT VELE KAPCSOLATBAN - BELEÉRTVE DE NEM KIZÁRÓLAGOSAN KORLÁTOZVA AZ ELADHATÓSÁGRA, VAGY EGY ADOTT CÉLRA VALÓ ALKALMAZHATÓSÁGRA VONATKOZÓ GARANCIÁT. A <SZERZŐI JOG TULAJDONOSA> NEM VONHATÓ SEMMILYEN SZINTŰ FELELŐSSÉGRE -, MELYET AKÁR SZERZŐDÉSBEN RENDEZETT, VAGY SZERZŐDÉSEN KÍVÜLI FELELŐSSÉGVISZONY ALAPJÁN ÁLLAPÍTANÁNAK MEG (BELEÉRTVE A HANYAGSÁG VAGY MÁS MIATT KIALAKULÓ VISZONYT IS), SEMMILYEN A SZOFTVER HASZNÁLATÁBÓL EREDŐ ESEMÉNY KAPCSÁN MELY KÖZVETLEN, KÖZVETETT, VÉLETLENSZERŰ, KÜLÖNLEGES, PÉLDÁTLAN VAGY SZÜKSÉGSZERŰEN BEKÖVETKEZŐ KÁRHOZ VEZET (BELEÉRTVE A KÁROK KÖZÉ DE NEM KIZÁRÓLAGOSAN KORLÁTOZVA AZT A HELYETTESÍTŐ TERMÉKEK VAGY SZOLGÁLTATÁSOK BESZERZÉSÉRE, ÜZEMKIESÉSRE, ADATVESZTÉSRE, ELMARADT HASZONRA, VAGY ÜZLETMENET MEGSZAKADÁSÁRA) MÉG AKKOR SEM HA A KÁROSODÁS LEHETŐSÉGE ELŐRE LÁTHATÓ VOLT.

## 3 pontos licenc (Revideált BSD Licenc, Új BSD Licenc vagy Módosított BSD Licenc)
Az UC Berkeley Technológiai Licencelő Iroda vezetője, William Hoskins 1999. július 22-én a hirdetési klauzulát eltávolította az eredeti BSD licenc szövegéből. További változás, hogy a szoftvert létrehozásában közreműködőket is mentesíti a licenc a használatból eredő meghibásodás miatti felelősség illetve garanciajogok alól. A módosított BSD licenc szövege a következő sablonformát alkotja (a fordítás csak tájékoztató jellegű, és jogi szempontból csakis az angol tekinthető mérvadónak):
Copyright (c) <év>, <szerzői jog tulajdonosa>
Minden jog fenntartva.
A forrás és bináris formában való újraterjesztés és használat, módosításokkal vagy anélkül is engedélyezett, feltéve, hogy a következő feltételek teljesülnek:
1. A forráskód újraterjesztésénél kötelező alkalmazni a fenti copyright felhívást, az itt található feltételeket és a következőkben olvasható korlátozott felelősségi nyilatkozatot.
2. A bináris formában való újraterjesztés esetén a binárishoz adott dokumentációban és/vagy egyéb anyagban kötelező idézni a fenti copyright felhívást, az itt található feltételeket és a következőkben olvasható korlátozott felelősségi nyilatkozatot.
3. Előzetes, kimondottan a célra szóló írásos engedély nélkül se a <szervezet> neve, se a neki közreműködők nevei nem használhatók arra, hogy védjeggyel lássák el, vagy jobb színben tüntessék fel azt a terméket, mely ebből a szoftverből származik.
EZT A SZOFTVERT A(Z) <SZERZŐI JOG TULAJDONOSA> ÉS A KÖZREMŰKÖDŐK "AHOGY VAN" SZOLGÁLTATJÁK ÉS MINDEN NYÍLT VAGY BURKOLT GARANCIAJOGOT VISSZAUTASÍTANAK VELE KAPCSOLATBAN - BELEÉRTVE DE NEM KIZÁRÓLAGOSAN KORLÁTOZVA AZ ELADHATÓSÁGRA, VAGY EGY ADOTT CÉLRA VALÓ ALKALMAZHATÓSÁGRA VONATKOZÓ GARANCIÁT. A <SZERZŐI JOG TULAJDONOSA> ÉS A KÖZREMŰKÖDŐK NEM VONHATÓK SEMMILYEN SZINTŰ FELELŐSSÉGRE -, MELYET AKÁR SZERZŐDÉSBEN RENDEZETT, VAGY SZERZŐDÉSEN KÍVÜLI FELELŐSSÉGVISZONY ALAPJÁN ÁLLAPÍTANÁNAK MEG (BELEÉRTVE A HANYAGSÁG VAGY MÁS MIATT KIALAKULÓ VISZONYT IS), SEMMILYEN A SZOFTVER HASZNÁLATÁBÓL EREDŐ ESEMÉNY KAPCSÁN MELY KÖZVETLEN, KÖZVETETT, VÉLETLENSZERŰ, KÜLÖNLEGES, PÉLDÁTLAN VAGY SZÜKSÉGSZERŰEN BEKÖVETKEZŐ KÁRHOZ VEZET (BELEÉRTVE A KÁROK KÖZÉ DE NEM KIZÁRÓLAGOSAN KORLÁTOZVA AZT A HELYETTESÍTŐ TERMÉKEK VAGY SZOLGÁLTATÁSOK BESZERZÉSÉRE, ÜZEMKIESÉSRE, ADATVESZTÉSRE, ELMARADT HASZONRA, VAGY ÜZLETMENET MEGSZAKADÁSÁRA) MÉG AKKOR SEM HA A KÁROSODÁS LEHETŐSÉGE ELŐRE LÁTHATÓ VOLT.

## 2 pontos licenc (Egyszerűsített BSD Licenc, FreeBSD Licenc)
Egy még tovább egyszerűsített BSD licenc verzió látott napvilágot a FreeBSD kiadásával. A fő különbség a 2 klauzulás és három klauzulás változat között, hogy a védjegyezhetőségi záradékot elhagyták belőle, valamint egy további a szoftverrel kiadott, nézeteket és véleményeket tartalmazó írásokra vonatkozó korlátozott felelősséget megállapító részt tettek a licenc végéhez (a fordítás csak tájékoztató jellegű, és jogi szempontból csakis az angol tekinthető mérvadónak):
Copyright (c) <év>, <szerzői jog tulajdonosa>
Minden jog fenntartva.
A forrás és bináris formában való újraterjesztés és használat, módosításokkal vagy anélkül is engedélyezett, feltéve, hogy a következő feltételek teljesülnek:
1. A forráskód újraterjesztésénél kötelező alkalmazni a fenti copyright felhívást, az itt található feltételeket és a következőkben olvasható korlátozott felelősségi nyilatkozatot.
2. A bináris formában való újraterjesztés esetén a binárishoz adott dokumentációban és/vagy egyéb anyagban kötelező idézni a fenti copyright felhívást, az itt található feltételeket és a következőkben olvasható korlátozott felelősségi nyilatkozatot.
EZT A SZOFTVERT A(Z) <SZERZŐI JOG TULAJDONOSA> ÉS A KÖZREMŰKÖDŐK "AHOGY VAN" SZOLGÁLTATJÁK ÉS MINDEN NYÍLT VAGY BURKOLT GARANCIAJOGOT VISSZAUTASÍTANAK VELE KAPCSOLATBAN - BELEÉRTVE DE NEM KIZÁRÓLAGOSAN KORLÁTOZVA AZ ELADHATÓSÁGRA, VAGY EGY ADOTT CÉLRA VALÓ ALKALMAZHATÓSÁGRA VONATKOZÓ GARANCIÁT. A <SZERZŐI JOG TULAJDONOSA> ÉS A KÖZREMŰKÖDŐK NEM VONHATÓK SEMMILYEN SZINTŰ FELELŐSSÉGRE -, MELYET AKÁR SZERZŐDÉSBEN RENDEZETT, VAGY SZERZŐDÉSEN KÍVÜLI FELELŐSSÉGVISZONY ALAPJÁN ÁLLAPÍTANÁNAK MEG (BELEÉRTVE A HANYAGSÁG VAGY MÁS MIATT KIALAKULÓ VISZONYT IS), SEMMILYEN A SZOFTVER HASZNÁLATÁBÓL EREDŐ ESEMÉNY KAPCSÁN MELY KÖZVETLEN, KÖZVETETT, VÉLETLENSZERŰ, KÜLÖNLEGES, PÉLDÁTLAN VAGY SZÜKSÉGSZERŰEN BEKÖVETKEZŐ KÁRHOZ VEZET (BELEÉRTVE A KÁROK KÖZÉ DE NEM KIZÁRÓLAGOSAN KORLÁTOZVA AZT A HELYETTESÍTŐ TERMÉKEK VAGY SZOLGÁLTATÁSOK BESZERZÉSÉRE, ÜZEMKIESÉSRE, ADATVESZTÉSRE, ELMARADT HASZONRA, VAGY ÜZLETMENET MEGSZAKADÁSÁRA) MÉG AKKOR SEM HA A KÁROSODÁS LEHETŐSÉGE ELŐRE LÁTHATÓ VOLT.
A nézetek és következtetések melyeket a szoftver és annak dokumentációja tartalmaz a szerzők sajátjai, és nem tekintendők úgy mintha azok a FreeBSD Projekt nyílt vagy burkolt hivatalos állásfoglalásai lennének.